# Chiesa di San Giovanni Battista (Vigano San Martino)
La chiesa di San Giovanni Battista è la parrocchiale di Vigano San Martino, in provincia e diocesi di Bergamo; fa parte del vicariato di Borgo di Terzo-Casazza.

## Storia
La primitiva chiesa di Vigano sorgeva lontana dal paese e dipendeva dal monastero benedettino di Borgo di Terzo; nel XVI secolo, siccome tale cappella era scomoda per i fedeli, le funzioni vennero spostate nella nuova chiesa in paese.
Nel 1535 il vescovo di Bergamo Pietro Lippomanno, compiendo la sua visita, trovò che la chiesa in paese svolgeva le funzioni di parrocchiale, che presentava dei dipinti nel presbiterio e che era dotata di tre altari.
Dalla relazione della visita pastorale del 1575 dell'arcivescovo di Milano Carlo Borromeo s'apprende che a servizio della cura d'anime era preposto un parroco mercenario, che i fedeli ammontavano a 327, che nella chiesa avevano sede le scuole del Santissimo Sacramento e della Dottrina Cristiana e che l'edificio misurava dodici braccia di lunghezza e otto di larghezza; il presule, rilevando che i due altari laterali non erano a norma, ordinò che fossero demoliti.
Il 12 aprile 1587 la chiesa venne consacrata dal vescovo Girolamo Regazzoni.
Nel 1634 fu prescritta la realizzazione della sacrestia, che venne effettivamente costruita verso la fine del secolo; grazie all'elenco delle chiese della diocesi di Bergamo redatto nel 1666 dal cancelliere Girolamo Marenzi si conosce che nella chiesa, che aveva alle dipendenze l'oratorio di San Martino e sulla quale ricadeva la giurisdizione della pieve di Mologno, avevano sede le scuole del Santissimo Sacramento e del Rosario e che i fedeli erano 350.
Intorno alla metà del XVIII secolo la chiesa, che versava in pessime condizioni, subì un rifacimento per interessamento dell'allora parroco don Simone Rebuzzi; nel 1780 il vescovo Giovanni Paolo Dolfin, qui giunto per compiere la sua visita, annotò che nella chiesa avevano sede le scuola del Santissimo Sacramento e della Dorrina Cristiana e la confraternita del Rosario, che i fedeli erano 341 e che preposti alla cura d'anime erano cinque sacerdoti e un chierico.
Nel 1903 gli affreschi e le decorazione vennero restaurate dall'artista bergamasco Carlo Ferrari; il 28 giugno 1971 la parrocchia, già inserita nella vicaria di Borgo di Terzo, passò alla neo-costituita zona pastorale XVI, per poi entrare a far parte del vicariato di Borgo di Terzo-Casazza il 27 maggio 1979.
Tra il 1982 e il 1983 il tetto della chiesa fu oggetto di un rifacimento e tra il 2004 e il 2006 l'interno dell'edificio subì alcune sistemazioni.

## Descrizione

### Esterno
La facciata della chiesa, che è preceduta da un portico voltato a crociera e caratterizzato da due balaustre e da tre archi sorretti da due colonne e da due semicolonne, presenta nella parte inferiore il portale d'ingresso, sormontato da un timpano e la cui cornice è abbellita da perlinature e da rosette, e in quella superiore quattro paraste che la spartiscono in tre parti e una finestra centrale.

### Interno
L'interno si compone di una sola navata, che è suddivisa in tre campate, delle quali la prima, coperta da volta a botte, presenta il fonte battesimale, la seconda è caratterizzata da quattro vele sopra le quali s'imposta la cupoletta e dalla cantoria su cui è collocato l'organo, e sulla terza, anch'essa voltata a botte, si aprono due cappelle laterali.
Al termine della navata vi è il presbiterio, anch'esso coperto da una cupola, la quale poggia su quattro vele.